# Francesco Gabbani Live 2022
Il Francesco Gabbani Live 2022 (in seguito ribattezzato Volevamo Solo Essere Felici Tour) è stato un tour del cantautore italiano Francesco Gabbani, che si è svolto in 17 date tra giugno e ottobre per promuovere l'album Volevamo solo essere felici. 

## Le date
| Data              | Città              | Luogo                    | Note                       |
| ----------------- | ------------------ | ------------------------ | -------------------------- |
| 28 giugno 2022    | Capannori          | Area verde               |                            |
| 2 luglio 2022     | Udine              | Piazza del Castello      |                            |
| 10 luglio 2022    | Vicenza            | Piazza dei Signori       |                            |
| 17 luglio 2022    | Varallo            | Alpàa Festival           |                            |
| 29 luglio 2022    | Trento             | Trento Summer Festival   | Annullato a causa maltempo |
| 4 agosto 2022     | Corigliano-Rossano | Co.Ro. Music Fest        |                            |
| 6 agosto 2022     | Breno              | Stadio comunale          |                            |
| 9 agosto 2022     | Atri               | Piazza Duchi D'Acquaviva | Sold out                   |
| 11 agosto 2022    | Forte dei Marmi    | Villa Bertelli           | Sold out                   |
| 27 agosto 2022    | Alberobello        | Trulli Viventi 2022      |                            |
| 2 settembre 2022  | Macerata           | Arena Sferisterio        | Sold out                   |
| 8 settembre 2022  | Budoni             | Piazza Giubileo          |                            |
| 10 settembre 2022 | Montjovet          | Musicastelle Outdoor     | Live acustico              |
| 13 settembre 2022 | Pisa               | Piazza dei Cavalieri     | Sold out                   |
| 16 settembre 2022 | Palermo            | Teatro di Verdura        |                            |
| 18 settembre 2022 | Taormina           | Teatro Antico            |                            |
| 1 ottobre 2022    | Milano             | Mediolanum Forum         |                            |
| 8 ottobre 2022    | Roma               | Palazzetto dello Sport   |                            |

## La scaletta
Di seguito la scaletta della prima data a Capannori. Nella scaletta sono presenti tutte le dieci tracce del nuovo album e alcune provenienti dagli album precedenti.
1. Amen
2. Shambola / Duemiladiciannove *
3. Pachidermi e pappagalli
4. Eternamente ora
5. È un’altra cosa
6. Foglie al gelo *
7. Tra le granite e le granate
8. Spazio tempo
9. Il sudore ci appiccica
10. La mira
11. Occidentali’s Karma
12. La mia versione dei ricordi *
13. Tossico indipendente
14. Viceversa
15. La rete
16. Il bambino col fucile *
17. Immenso
18. Puntino intergalattico
19. Un sorriso dentro al pianto *
20. L’amor leggero
21. Peace & Love
22. Cancellami
23. Sorpresa improvvisa
24. Volevamo solo essere felici

(* solo nella data al Mediolanum Forum)